# Formation de Mörnsheim
La formation de Mörnsheim est une formation géologique du Jurassique supérieur (Tithonien) du sud de l'Allemagne (Bavière), qui recouvre en conformité la célèbre formation du calcaire de Solnhofen.

## Caractéristiques
Elle est constituée de calcaires fins, parfois lithographiques, de calcaires argileux et de calcaires siliceux dont l'ensemble a une épaisseur totale entre 30 et 60 mètres. Sa diversité lithologique contraste avec les calcaires lithographiques laminés très homogènes du calcaire de Solnhofen sous-jacent.

## Milieux de dépôts
Les sédiments de la formation de Mörnsheim (et du calcaire de Solnhofen) témoignent d'environnements marins chauds très peu profonds déposés sur la marge nord de l'océan Téthys. Les calcaires laminés très fins (lithographiques), non perturbés par de la bioturbation, indiquent probablement la présence d'une tranche d’eau inférieure saturée en sel. Le paysage se complète d’îlots récifaux qui se développent sur d'anciennes constructions siliceuses d'éponges et de microbactéries, sur lesquelles croissent parfois des récifs coralliens. 
Les apports cycliques de boues micritiques qui se mélangent avec les eaux de fond anoxiques pourraient être liés à un régime de moussons.

## Datation
Les calcaires et calcaires argileux de la formation de Mörnsheim sont datés du Tithonien inférieur (Jurassique terminal), plus précisément de la partie supérieure de la biozone à ammonites à Hybonotum (Hybonoticeras aff. hybonotum), soit il y a environ 150 Ma (millions d'années).
Il surmonte le calcaire lithographique de Solnhofen, qui correspond à la partie inférieure de la zone à Hybonotum et est daté d'environ 151 Ma (millions d'années). Le calcaire de Solnhofen est de renommée mondiale pour la quantité, la diversité et la qualité de préservation de ses fossiles dont de nombreux vertébrés : oiseaux, dinosaures, ptérosaures... 

## Paléofaune
Les eaux superficielles normalement oxygénées abritent une faune abondante et diversifiée, dont les organismes à leur mort peuvent être enfouis et préservés dans les sédiments anoxiques de fond de mer. Les événements cycliques, peut-être de type mousson, entraînent aussi régulièrement des corps d'animaux provenant de milieux très peu profonds ou des îles proches.

### Vertébrés

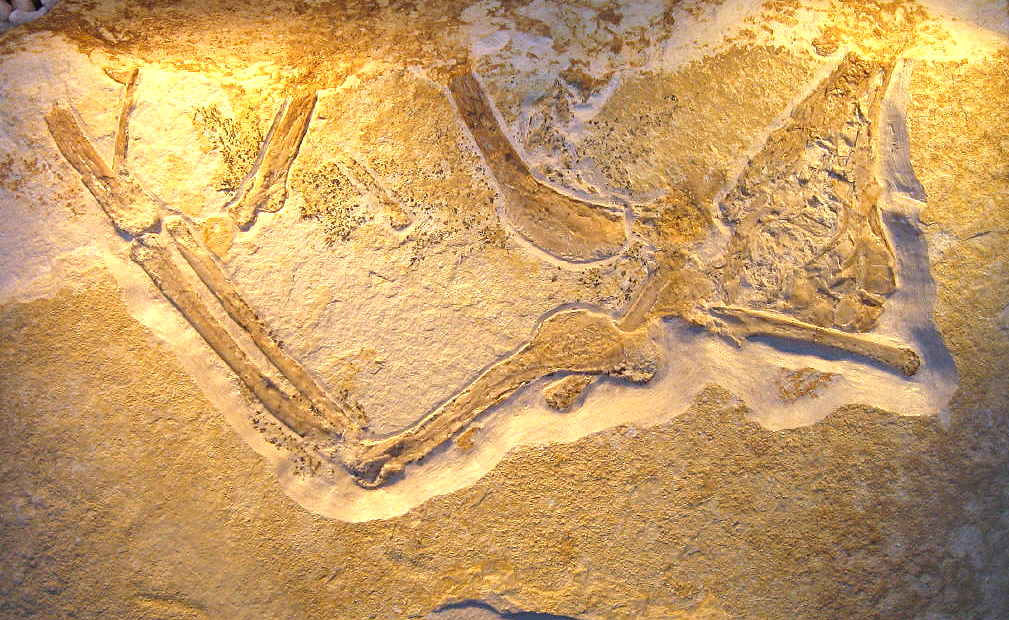
Fossile d'Archaeopteryx albersdoerferi, le « huitième spécimen », le seul Archaeopteryx découvert en dehors dans la formation du calcaire de Solnhofen.

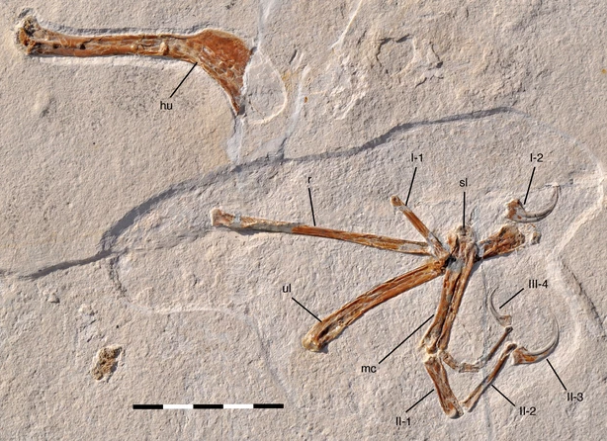
Fossile d'Alcmonavis poeschli.

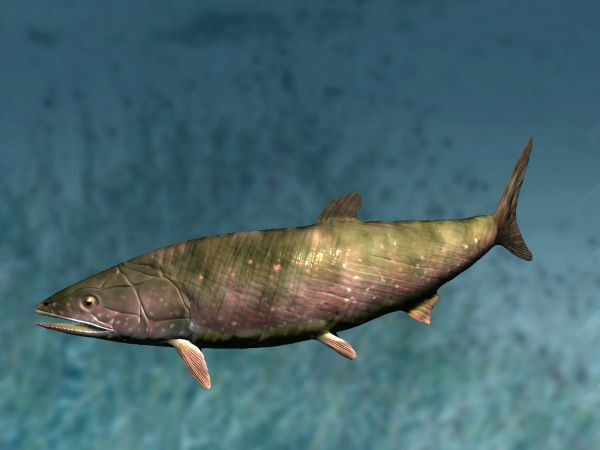
Vue d'artiste de Furo sp.

#### Vertébrés remarquables
- un spécimen d'Archaeopteryx (référencé SNSB BSPG VN-2010/1). Ce squelette partiel, probablement découvert en 1990, est nommé « spécimen de Daiting », du nom de la localité souabe où il a été découvert, ou « huitième spécimen » dans la chronologie des 12 spécimens d'Archaeopteryx inventoriés. Il est le seul spécimen connu provenant de la formation de Mörnsheim, tandis que tous les autres spécimens ont été découverts dans les calcaires sous-jacents du calcaire de Solnhofen, plus anciens de quelques centaines de milliers d'années. Il a été nommé Archaeopteryx albersdoerferi par Martin Kundrát et ses collègues en 2019 et devient ainsi la deuxième espèce valide du genre à côté d'Archaeopteryx lithographica[4].

- à côté de cet Archaeopteryx, un genre généralement considéré comme le plus ancien oiseau volant connu, Oliver W. M. Rauhut et ses collègues ont décrit en 2019 un autre fossile d'avialien basal, non rattaché cependant à la famille des Archaeopterygidae. Il s'agit d'un fossile partiel limité à une aile droite isolée. Il a, dans un premier temps, été considéré comme le treizième spécimen d'Archaeopteryx. Les auteurs ont cependant montré que cet animal était différent et un petit peu plus proche des oiseaux modernes qu'Archaeopteryx et l'ont nommé Alcmonavis poeschli[5].

- un « reptile » rhynchocéphale de la famille des Sphenodontidae : Oenosaurus muehlheimensis, décrit en 2012, également par une équipe conduite par O. Rauhut[2].

#### Poissons
Ils sont très nombreux : Caturus furcatus, Furo...

### Invertébrés
- Ammonites de la biozone Hybonotum ;
- Crustacé Malacostraca : Gabriella lugobaensis.